# 1975-ös Formula–1 brit nagydíj
A Brit  Nagydíj volt az 1975-ös Formula–1 világbajnokság tizedik futama.

## Futam
| Helyezés | #  | Versenyző          | Csapat/Motor    | Körök | Idő/Kiesés oka | Rajthely | Pontszám |
| -------- | -- | ------------------ | --------------- | ----- | -------------- | -------- | -------- |
| 1        | 1  | Emerson Fittipaldi | McLaren-Ford    | 56    | 1:22:05.0      | 7        | 9        |
| 2        | 8  | Carlos Pace        | Brabham-Ford    | 55    | Baleset        | 2        | 6        |
| 3        | 3  | Jody Scheckter     | Tyrrell-Ford    | 55    | Baleset        | 6        | 4        |
| 4        | 24 | James Hunt         | Hesketh-Ford    | 55    | Baleset        | 9        | 3        |
| 5        | 28 | Mark Donohue       | March-Ford      | 55    | Baleset        | 15       | 2        |
| 6        | 9  | Vittorio Brambilla | March-Ford      | 55    | + 1 kör        | 5        | 1        |
| 7        | 2  | Jochen Mass        | McLaren-Ford    | 55    | Baleset        | 10       |          |
| 8        | 12 | Niki Lauda         | Ferrari         | 54    | + 2 kör        | 3        |          |
| 9        | 4  | Patrick Depailler  | Tyrrell-Ford    | 54    | Baleset        | 17       |          |
| 10       | 22 | Alan Jones         | Hill-Ford       | 54    | + 2 kör        | 28       |          |
| 11       | 18 | John Watson        | Surtees-Ford    | 54    | Baleset        | 18       |          |
| 12       | 27 | Mario Andretti     | Parnelli-Ford   | 54    | + 2 kör        | 12       |          |
| 13       | 11 | Clay Regazzoni     | Ferrari         | 54    | + 2 kör        | 4        |          |
| 14       | 17 | Jean-Pierre Jarier | Shadow-Ford     | 53    | Baleset        | 11       |          |
| 15       | 23 | Tony Brise         | Hill-Ford       | 53    | Baleset        | 13       |          |
| 16       | 15 | Brian Henton       | Lotus-Ford      | 53    | Baleset        | 21       |          |
| 17       | 32 | John Nicholson     | Lyncar-Ford     | 51    | Baleset        | 26       |          |
| 18       | 19 | Dave Morgan        | Surtees-Ford    | 50    | Baleset        | 23       |          |
| 19       | 30 | Wilson Fittipaldi  | Fittipaldi-Ford | 50    | Baleset        | 24       |          |
| Kiesett  | 10 | Hans-Joachim Stuck | March-Ford      | 45    | Baleset        | 14       |          |
| Kiesett  | 6  | Jim Crawford       | Lotus-Ford      | 28    | Baleset        | 25       |          |
| Kiesett  | 16 | Tom Pryce          | Shadow-Ford     | 20    | Baleset        | 1        |          |
| Kiesett  | 29 | Lella Lombardi     | March-Ford      | 18    | Motorhiba      | 22       |          |
| Kiesett  | 5  | Ronnie Peterson    | Lotus-Ford      | 7     | Motorhiba      | 16       |          |
| Kiesett  | 21 | Jacques Laffite    | Williams-Ford   | 5     | Váltó          | 19       |          |
| Kiesett  | 7  | Carlos Reutemann   | Brabham-Ford    | 4     | Motorhiba      | 8        |          |
| NK       | 31 | Roelof Wunderink   | Ensign-Ford     |       |                |          |          |
| NK       | 35 | Fusida Hirosi      | Maki-Ford       |       |                |          |          |

## Statisztikák
Vezető helyen:
- Carlos Pace: 17 (1-12 / 22-26)
- Clay Regazzoni: 6 (13-18)
- Tom Pryce: 2 (19-20)
- Jody Scheckter: 7 (21 / 37-32)
- Jean-Pierre Jarier: 2 (33-34)
- James Hunt: 8 (35-42)
- Emerson Fittipaldi: 14 (43-56)

Emerson Fittipaldi 14. győzelme, Tom Pryce egyetlen pole-pozíciója, Clay Regazzoni 8. leggyorsabb köre.
- McLaren 15. győzelme.